# Powiat zgorzelecki
Powiat zgorzelecki – powiat w Polsce (w zachodniej części województwa dolnośląskiego, tuż przy granicy polsko-niemieckiej), utworzony w 1999 roku w ramach reformy administracyjnej. Jego siedzibą jest miasto Zgorzelec.
Największą rzeką przepływającą przez powiat jest Nysa Łużycka.
W skład powiatu wchodzą:
- gminy miejskie: Zawidów, Zgorzelec;
- gminy miejsko-wiejskie: Bogatynia, Pieńsk, Węgliniec;
- gminy wiejskie: Sulików, Zgorzelec;
- miasta: Zawidów, Zgorzelec, Bogatynia, Pieńsk, Węgliniec.

Przed 1 stycznia 1999 r. wszystkie gminy powiatu należały do województwa jeleniogórskiego.

## Demografia
Liczba ludności (dane z 30 czerwca 2014):
|        | Ogółem | Ogółem | Kobiety | Kobiety | Mężczyźni | Mężczyźni |
| osób   | %      | osób   | %       | osób    | %         |           |
| ------ | ------ | ------ | ------- | ------- | --------- | --------- |
| Ogółem | 92 799 | 100    | 47 590  | 51,28   | 45 209    | 48,72     |
| Miasto | 63 366 | 68,28  | 32 951  | 35,51   | 30 415    | 32,78     |
| Wieś   | 29 433 | 31,72  | 14 639  | 15,77   | 14 794    | 15,94     |

▶Wieś vs ▶miasto
Ogółem (▶k, ▶m)
Miasto (▶k, ▶m)
Wieś (▶k, ▶m)

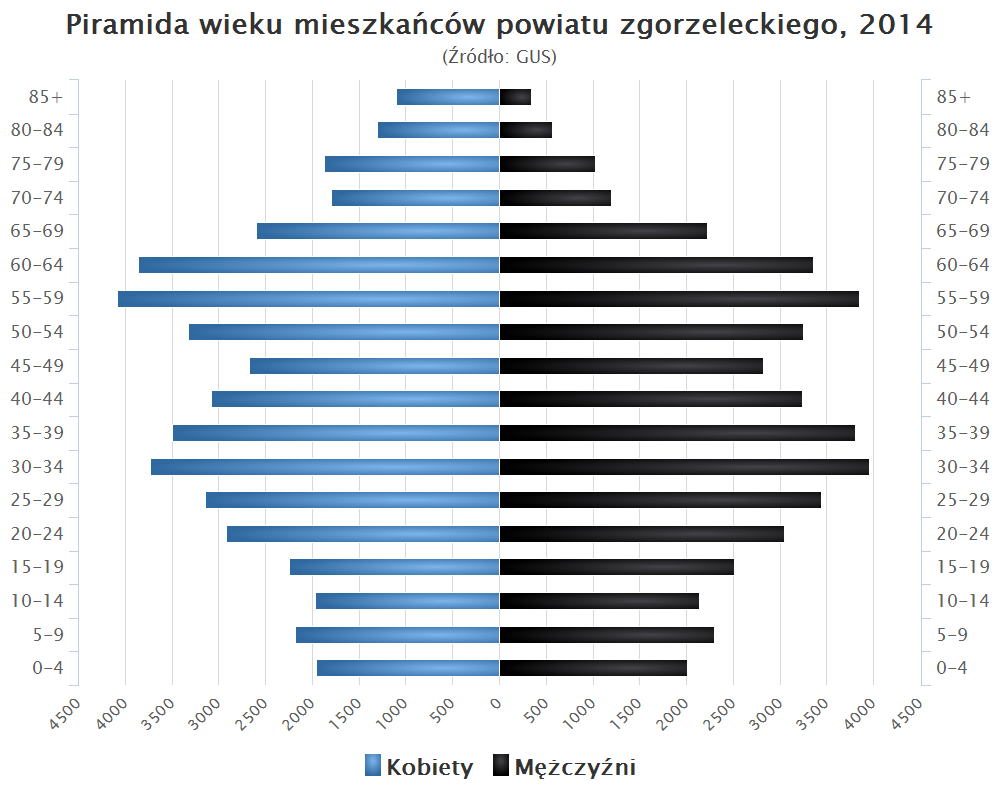
Piramida wieku mieszkańców powiatu zgorzeleckiego w 2014 roku

Według danych z 31 grudnia 2019 roku powiat zamieszkiwało 89 188 osób. Natomiast według danych z 30 czerwca 2020 roku powiat zamieszkiwało 88 770 osób.

## Gospodarka
W końcu września 2019 roku liczba zarejestrowanych bezrobotnych w powiecie obejmowała około 1,4 tys. mieszkańców, co stanowiło stopę bezrobocia na poziomie 5% do aktywnych zawodowo.

## Transport

### Transport drogowy
Przez teren powiatu przebiegają:
- A4E40
- 30
- 94
- 296
- 332
- 350
- 351
- 352
- 353
- 354
- 355
- 357

### Transport kolejowy
Na obszarze powiatu przebiegają linie kolejowe: 274, 282 (magistrala E30), 279, 282, 290 i 295.

## Starostowie zgorzeleccy
Na podstawie źródła:
- Szymon Pacyniak (14 listopada 1998 – 12 grudnia 2002)
- Andrzej Tyc (12 grudnia 2002 – 25 listopada 2006)
- Piotr Woroniak (25 listopada 2006 – 2 lutego 2010)
- Mariusz Tureniec (2 lutego 2010 – 30 listopada 2010)
- Artur Bieliński (30 listopada 2010 – 11 marca 2016)
- Urszula Ciupak (11 marca 2016 – 23 listopada 2018)
- Artur Bieliński (23 listopada 2018 – nadal)

## Sąsiednie powiaty
- powiat bolesławiecki
- powiat lubański
- powiat żarski (lubuskie)
- powiat żagański (lubuskie)